# Maybach W1
La Maybach W1 è stata un'autovettura sperimentale costruita dalla Casa automobilistica tedesca Maybach nel 1919. Si tratta della prima a portare il celebre marchio con la "doppia M".

## Storia e profilo
La storia di questa vettura comincia quando al termine della prima guerra mondiale, con il trattato di Versailles alla Germania fu imposto di non costruire più, tra le altre cose, velivoli e motori aeronautici. La Maybach-Motorenbau GmbH, specializzata proprio in tale campo, fu costretta quindi a cambiare settore ed a cominciare a dedicarsi alle autovetture, un campo in cui poteva comunque contare sull'apporto di personaggi estremamente validi, a partire dal vertice dell'azienda, Karl Maybach, figlio del grande Wilhelm Maybach che oltre trent'anni prima aveva ideato assieme a Gottlieb Daimler una delle primissime vere autovetture. Grazie al padre Wilhelm, quindi, Karl Maybach aveva già una solida formazione in campo automobilistico e non i trovava quindi completamente spiazzato, anzi.
In breve tempo, partendo da un telaio di origine Mercedes, venne realizzata la W1, un prototipo sperimentale la cui presentazione serviva più che altro a mostrare la nuova destinazione della produzione motoristica dell'azienda. Inizialmente, infatti, la Maybach-Motorenbau non aveva alcuna intenzione di produrre autovetture complete, ma solo motori. Alcuni fatti immediatamente successivi, però, spinsero l'azienda ad optare per la prima soluzione. In ogni caso, la W1 montava un motore a 6 cilindri in linea da 46 CV di potenza massima. Il motore era stato progettato e realizzato da Karl Maybach, e consisteva in tre blocchi bicilindrici allineati. Di Karl Maybach era anche il retrotreno ad assale rigido. La W1 è esistita in un solo esemplare, non più esistente, e carrozzata come torpedo a 4 porte e 5 posti.